# 新田谷凜
新田谷 凜（にたや りん、英語: Rin Nitaya、1997年8月8日 - ）は、日本の元フィギュアスケート選手（女子シングル）。血液型はO型。
2015年ガルデナスプリング杯優勝。2017年ユニバーシアード銀メダル。

## 人物
兵庫県西宮市出身。
名古屋市立東港中学校、愛知みずほ大学瑞穂高等学校卒業。2016年4月に同じくスケート選手の宇野昌磨、加藤利緒菜、磯邉ひな乃等と共に中京大学スポーツ科学部へ入学、2020年3月卒業。

## 経歴
2010-11シーズン、全日本ジュニア選手権にはじめて出場し13位となる。2011-12シーズン、同大会で再び13位に終わる。
2012-13シーズンより拠点を名古屋市に移し、長久保裕コーチに師事。全日本ジュニア選手権で5位に入り、初出場となった全日本選手権では10位となる。ガルデナスプリング杯のジュニアクラスでは2位入賞する。しかし、2013-14シーズンは、全日本ジュニア選手権で9位に終わる。
2014-15シーズン、初戦のアジアフィギュア杯のジュニアクラスで3位に入る。初参戦となったジュニアグランプリシリーズのJGPクールシュヴェルに出場し、エフゲニア・メドベージェワに続いて2位に入る。続くJGPタリン杯ではSPで首位に立つが、FSでジャンプのミスが続き総合で4位となる。全日本ジュニア選手権ではショートプログラムで10位と出遅れ総合で8位に終わる。二度目の出場となった全日本選手権では13位で終わる。シーズンの締め括りとなったガルデナスプリング杯では、シニアクラスの国際大会にはじめて出場し優勝する。
2015-16シーズン、JGPJ&Tバンカに出場し4位、続くJGPコペルニクススターズではトータルスコアでパーソナルベストを更新し3位に入賞する。自身最後の全日本ジュニア選手権ではSPでノーミスで3位、FSと合わせ4位に入り、これまでの最高位となる。全日本選手権では国内大会での自己ベストを更新し8位に入る。プランタン杯ではヨシ・ヘルゲソンに続き2位に入る。
2016-17シーズン、シニアクラスへの移行を予定していたが、コーチの勧めもありジュニアグランプリシリーズの選考会に参加。JGPサン・ジェルヴェでは3位入賞、続くJGPタリン杯では4位となる。全日本選手権ではSPで16位と出遅れたもののFSで追い上げ、11位で終える。アルマトイで開催された2017年冬季ユニバーシアードのフィギュアスケート女子シングルでは2012年世界選手権銀メダルアリョーナレオノワや2015年世界選手権金メダルのエリザベータトクタミシェワを破り、エレーナ・ラジオノワに続く銀メダルを獲得した。
2017-18シーズン、初戦となったISUチャレンジャーシリーズのオータムクラシックではSP９位からFPで巻き返し6位。西日本学生フィギュアスケート選手権では２位、続く西日本選手権でも２位となる。全日本選手権では、ジャンプが抜けるミスもありながら、後半に３回転３回転のコンビネーションジャンプを決め、12位となる。
2018-19シーズンは怪我に悩まされ、国際大会初戦としてISUチャレンジャーシリーズのオンドレイネペラトロフィーに出場したものの、ジャンプのミスが相次ぎ９位に終わる。西日本選手権では７位に入り、全日本選手権出場を果たしたものの、SP28位となり、フリー進出を逃してしまう。
2019-20シーズン、当初は当シーズンをもって現役を引退する意向を表明していた。集大成と決めたラストイヤーの中部ブロックでは横井ゆは菜や大庭雅を抑え初優勝。第13回西日本学生フィギュアスケート選手権でも優勝する。続く西日本選手権ではジャンプが抜けるミスがありながらも２位に入る。周りの皆様へ感謝の気持ちを伝えたいと臨んだ全日本選手権ではSPとFSともにノーミスの演技をし、過去最高順位である７位となる。
その直後に足を骨折し、約2ヶ月間氷に乗れない期間があったものの、その間に現役を続行することを決意し、ゲスト出演した「明法 ON ICE」終演後に引退を撤回。次シーズン以降も競技を続行すると発表した。
2020-21シーズン、JOCオリンピック強化選手に選出される。このシーズンの終わり頃に2021-2022シーズンでの引退を決断したという。
2021年9月末に保険会社から内定を得て、引退後は営業職として働くことが決まった。2022年1月25日、Twitterで引退表明。同年2月に行われた愛知県フィギュアスケート選手権大会が現役最後の試合であった。

## 技術・演技
アクセルを除く5種類のトリプルジャンプをジャンプ構成に入れている。得意としているコンビネーションは、3回転トゥーループ-3回転トゥーループと2回転アクセル-3回転トゥーループ。他にも2回転アクセル-オイラー-3回転サルコウ、3回転ルッツ-3回転トゥーループや、3回転フリップ-3回転トゥーループも成功させている。練習では3回転ルッツ-3回転ループや3回転アクセルを着氷させている。

## 主な戦績
| 大会/年                 | 2010-11 | 11-12 | 12-13 | 13-14 | 14-15 | 15-16 | 16-17 | 17-18 | 18-19 | 19-20 | 20-21 | 21-22 |
| ----------------------- | ------- | ----- | ----- | ----- | ----- | ----- | ----- | ----- | ----- | ----- | ----- | ----- |
| 全日本選手権            |         |       | 10    |       | 13    | 8     | 11    | 12    | 28    | 7     | 10    | 29    |
| CSオータムクラシック    |         |       |       |       |       |       |       | 6     |       |       |       |       |
| CSオンドレイネペラ杯    |         |       |       |       |       |       |       |       | 9     |       |       |       |
| ガルデナスプリング杯    |         |       | 2 J   |       | 1     |       |       |       |       |       |       |       |
| プランタン杯            |         |       |       |       |       | 2     |       |       |       |       |       |       |
| ユニバーシアード        |         |       |       |       |       |       | 2     |       |       |       |       |       |
| 全日本Jr.選手権         | 13      | 13    | 5     | 9     | 8     | 4     |       |       |       |       |       |       |
| JGPタリン杯             |         |       |       |       | 4     |       | 4     |       |       |       |       |       |
| JGPサン・ジェルヴェ     |         |       |       |       |       |       | 3     |       |       |       |       |       |
| JGPコペルニクススターズ |         |       |       |       |       | 3     |       |       |       |       |       |       |
| JGP J&Tバンカ           |         |       |       |       |       | 4     |       |       |       |       |       |       |
| JGPクールシュヴェル     |         |       |       |       | 2     |       |       |       |       |       |       |       |
| アジアフィギュア杯      |         |       |       |       | 3 J   |       |       |       |       |       |       |       |

### 詳細
| 2021-2022 シーズン    |                                                  |          |    |      |
| 開催日                | 大会名                                           | SP       | FS | 結果 |
| 2021年12月22日 - 26日 | 第90回全日本フィギュアスケート選手権（さいたま） | 29 47.21 | -  | 29   |

| 2020-2021 シーズン    |                                              |         |           |           |
| 開催日                | 大会名                                       | SP      | FS        | 結果      |
| 2020年12月24日 - 27日 | 第89回全日本フィギュアスケート選手権（長野） | 5 67.16 | 11 122.32 | 10 189.48 |

| 2019-2020 シーズン    |                                              |          |          |          |
| 開催日                | 大会名                                       | SP       | FS       | 結果     |
| 2019年12月19日 - 22日 | 第88回全日本フィギュアスケート選手権（東京） | 10 62.27 | 5 121.99 | 7 184.26 |

| 2018-2019 シーズン    |                                                                        |          |         |          |
| 開催日                | 大会名                                                                 | SP       | FS      | 結果     |
| 2018年12月20日 - 24日 | 第87回全日本フィギュアスケート選手権（門真）                           | 28 44.81 | -       | 28       |
| 2018年9月19日 - 22日  | ISUチャレンジャーシリーズ オンドレイネペラトロフィー（ブラチスラヴァ） | 10 45.57 | 8 88.29 | 9 133.86 |

| 2017-2018 シーズン    |                                                               |          |           |           |
| 開催日                | 大会名                                                        | SP       | FS        | 結果      |
| 2017年12月20日 - 24日 | 第86回全日本フィギュアスケート選手権（調布）                  | 10 61.28 | 15 111.22 | 12 172.50 |
| 2017年9月20日 - 23日  | ISUチャレンジャーシリーズオータムクラシック（ピエールフォン） | 9 46.83  | 5 114.37  | 6 161.20  |

| 2016-2017 シーズン      |                                                            |          |          |           |
| 開催日                  | 大会名                                                     | SP       | FS       | 結果      |
| 2017年1月31日 - 2月5日  | ユニバーシアード冬季競技大会（アルマトイ）                 | 3 61.90  | 2 125.28 | 2 187.18  |
| 2016年12月22日 - 25日   | 第85回全日本フィギュアスケート選手権（門真）               | 16 54.31 | 8 122.55 | 11 176.86 |
| 2016年9月28日 - 10月2日 | ISUジュニアグランプリ タリン杯（タリン）                   | 5 54.22  | 4 96.26  | 4 150.48  |
| 2016年8月24日 - 27日    | ISUジュニアグランプリ サン・ジェルヴェ（サン・ジェルヴェ） | 3 60.94  | 3 114.07 | 3 175.01  |

| 2015-2016 シーズン    |                                                            |         |          |          |
| 開催日                | 大会名                                                     | SP      | FS       | 結果     |
| 2016年3月11日 - 13日  | 2016年プランタン杯（ルクセンブルク市）                     | 2 50.77 | 2 89.95  | 2 140.72 |
| 2015年12月24日 - 27日 | 第84回全日本フィギュアスケート選手権（札幌）               | 8 60.10 | 7 118.38 | 8 178.48 |
| 2015年11月21日 - 23日 | 第84回全日本フィギュアスケートジュニア選手権（ひたちなか） | 3 61.03 | 4 114.94 | 4 175.97 |
| 2015年9月23日 - 27日  | ISUジュニアグランプリ コペルニクススターズ（トルン）       | 4 54.06 | 3 107.83 | 3 161.89 |
| 2015年8月19日 - 23日  | ISUジュニアグランプリ J&Tバンカ（ブラチスラヴァ）          | 6 47.19 | 4 103.16 | 4 150.35 |

| 2014-2015 シーズン    |                                                            |          |          |           |
| 開催日                | 大会名                                                     | SP       | FS       | 結果      |
| 2015年3月22日 - 24日  | 2015年ガルデナスプリング杯（ガルデナ）                     | 2 49.02  | 1 110.56 | 1 159.58  |
| 2014年12月25日 - 28日 | 第83回全日本フィギュアスケート選手権（長野）               | 12 54.69 | 13 95.90 | 13 150.59 |
| 2014年11月22日 - 24日 | 第83回全日本フィギュアスケートジュニア選手権（新潟）       | 10 49.73 | 5 104.55 | 8 154.28  |
| 2014年9月24日 - 28日  | ISUジュニアグランプリ タリン杯（タリン）                   | 1 57.85  | 5 96.41  | 4 154.26  |
| 2014年8月20日 - 24日  | ISUジュニアグランプリ クールシュヴェル（クールシュヴェル） | 2 58.89  | 2 99.87  | 2 158.76  |
| 2014年8月6日 - 10日   | 2014年アジアフィギュア杯 ジュニアクラス（台北）            | 1 58.55  | 3 97.58  | 3 156.13  |

| 2013-2014 シーズン    |                                                        |         |          |          |
| 開催日                | 大会名                                                 | SP      | FS       | 結果     |
| 2012年11月22日 - 24日 | 第82回全日本フィギュアスケートジュニア選手権（名古屋） | 7 47.72 | 12 93.04 | 9 140.76 |

| 2012-2013 シーズン    |                                                        |         |          |          |
| 開催日                | 大会名                                                 | SP      | FS       | 結果     |
| 2013年4月1日 - 3日    | 2013年ガルデナスプリング杯 ジュニアクラス（ガルデナ）  | 6 37.71 | 2 85.90  | 2 123.61 |
| 2012年12月20日 - 24日 | 第81回全日本フィギュアスケート選手権（札幌）           | 9 53.49 | 11 93.44 | 10 146.9 |
| 2012年11月16日 - 18日 | 第81回全日本フィギュアスケートジュニア選手権（西東京） | 8 48.97 | 4 103.27 | 5 152.24 |

| 2011-2012 シーズン    |                                                      |          |          |           |
| 開催日                | 大会名                                               | SP       | FS       | 結果      |
| 2011年11月25日 - 27日 | 第80回全日本フィギュアスケートジュニア選手権（八戸） | 23 41.02 | 12 80.17 | 13 121.19 |

| 2010-2011 シーズン    |                                                            |         |          |           |
| 開催日                | 大会名                                                     | SP      | FS       | 結果      |
| 2010年11月27日 - 28日 | 第79回全日本フィギュアスケートジュニア選手権（ひたちなか） | 9 43.82 | 15 79.07 | 13 122.89 |

## プログラム使用曲
| シーズン  | SP                                                                                             | FS                                                                                              | EX                                        |
| --------- | ---------------------------------------------------------------------------------------------- | ----------------------------------------------------------------------------------------------- | ----------------------------------------- |
| 2021-2022 | 映画『レッド・バイオリン』より 作曲：ジョン・コリリアーノ 振付：山田満知子、樋口美穂子         | 映画『ブラック・スワン』より 作曲：クリント・マンセル 振付：山田満知子、樋口美穂子              |                                           |
| 2020-2021 | 映画『レッド・バイオリン』より 作曲：ジョン・コリリアーノ 振付：山田満知子、樋口美穂子         | 映画『ブラック・スワン』より 作曲：クリント・マンセル 振付：山田満知子、樋口美穂子              |                                           |
| 2019-2020 | 映画『レッド・バイオリン』より 作曲：ジョン・コリリアーノ 振付：山田満知子、樋口美穂子         | エクソジェネシス交響曲３部 演奏：ミューズ 振付：山田満知子、樋口美穂子                          |                                           |
| 2018-2019 | 悪魔のトリル 作曲：ジュゼッペ・タルティーニ 振付：樋口美穂子                                   | エクソジェネシス交響曲３部 演奏：ミューズ 振付：山田満知子、樋口美穂子                          |                                           |
| 2017-2018 | ハバネラ 作曲：ジョルジュ・ビゼー 振付：鈴木明子                                               | 映画『レジェンド・オブ・フォール/果てしなき想い』より 作曲：ジェームズ・ホーナー 振付：鈴木明子 |                                           |
| 2016-2017 | レッド・ヴァイオリン 演奏：川井郁子 振付：鈴木明子                                             | 映画『レジェンド・オブ・フォール/果てしなき想い』より 作曲：ジェームズ・ホーナー 振付：鈴木明子 |                                           |
| 2015-2016 | レッド・ヴァイオリン 演奏：川井郁子 振付：鈴木明子                                             | 映画『ロミオとジュリエット』より 作曲：ニーノ・ロータ 振付：川梅みほ                            | イン・ザ・ムード 作曲：ジョー・ガーランド |
| 2014-2015 | ポル・ウナ・カベサ 作曲：カルロス・ガルデル パジャドーラ 作曲：フリアン・プラサ 振付：川梅みほ | 映画『ロミオとジュリエット』より 作曲：ニーノ・ロータ 振付：川梅みほ                            | イン・ザ・ムード 作曲：ジョー・ガーランド |
| 2013-2014 | ポル・ウナ・カベサ 作曲：カルロス・ガルデル パジャドーラ 作曲：フリアン・プラサ 振付：川梅みほ | カルーセルワルツ 作曲：リチャード・ロジャース、オスカー・ハマースタイン2世                      |                                           |
| 2012-2013 |                                                                                                | カルーセルワルツ 作曲：リチャード・ロジャース、オスカー・ハマースタイン2世                      |                                           |